# CIS-40-AFL
CIS-40-AFL — автоматический станковый гранатомет, разработанный в Сингапуре в 1980-е годы. Его целью являются незащищённая пехота и лёгкие транспортные средства. Стоит на вооружении бронетранспортера Terrex.

## Страны-эксплуатанты
- Индонезия - производится по лицензии под наименованием Pindad SPG-3
- Сингапур